# 3. ročník udílení AACTA International Awards
3. ročník udílení AACTA International Awards se konal 10. ledna 2014 v Los Angeles. Nominace byly vyhlášeny 14. prosince 2013.

## Vítězové a nominovaní
Tučně jsou označeni vítězové
| Nejlepší film | Nejlepší režisér |
| --- | --- |
| Gravitace - 12. let v řetězech - Špinavý trik - Kapitán Phillips - Rivalové | Alfonso Cuarón – Gravitace - Paul Greengrass – Kapitán Phillips - Steve McQueen – 12 let v řetězech - David O. Russell – Špinavý trik - Baz Luhrmann – Velký Gatsby      |
| Nejlepší mužský herecký výkon v hlavní roli | Nejlepší ženský herecký výkon v hlavní roli |

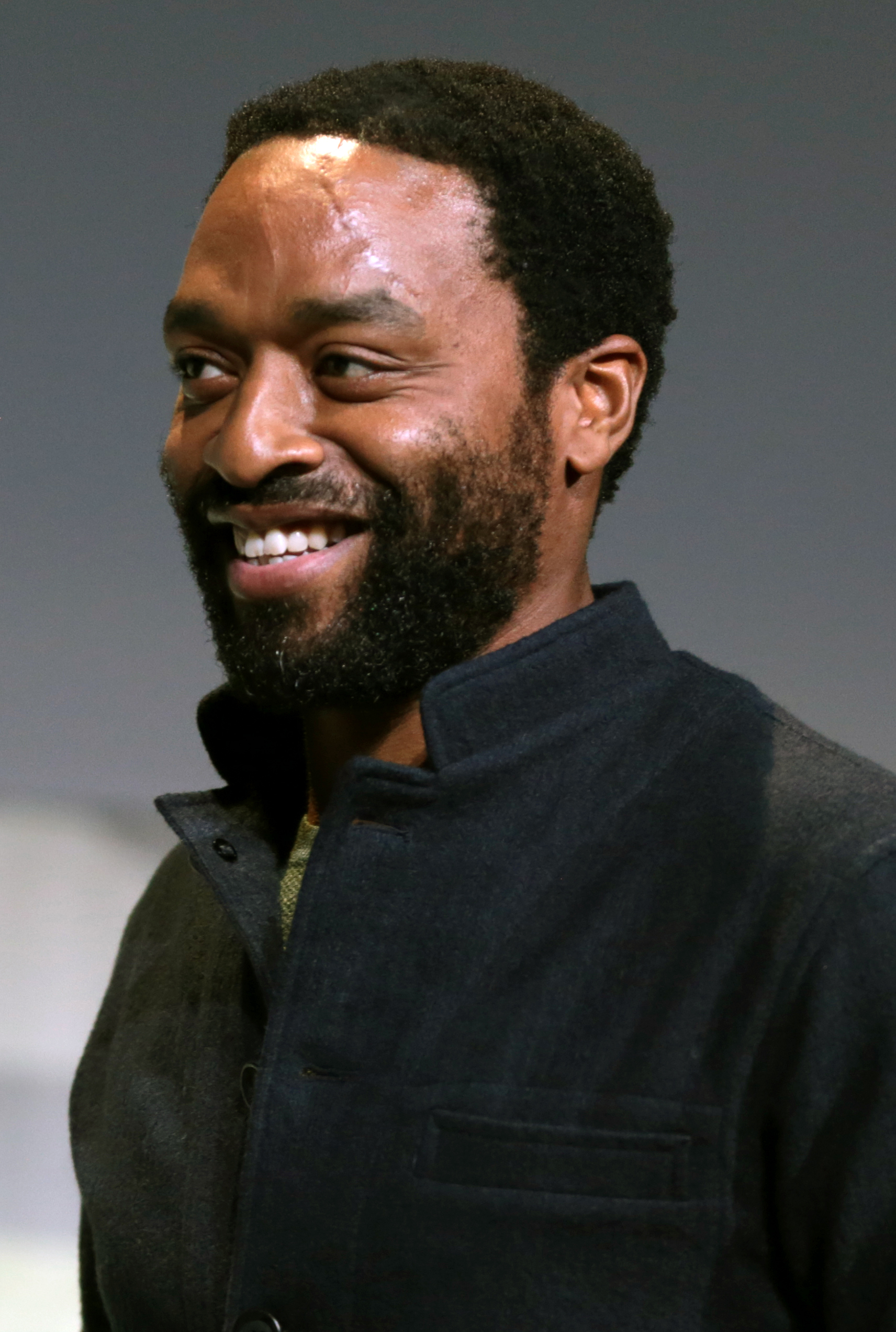
Chiwetel Ejiofor, vítěz v kategorii nejlepší mužský herecký výkon v hlavní roli

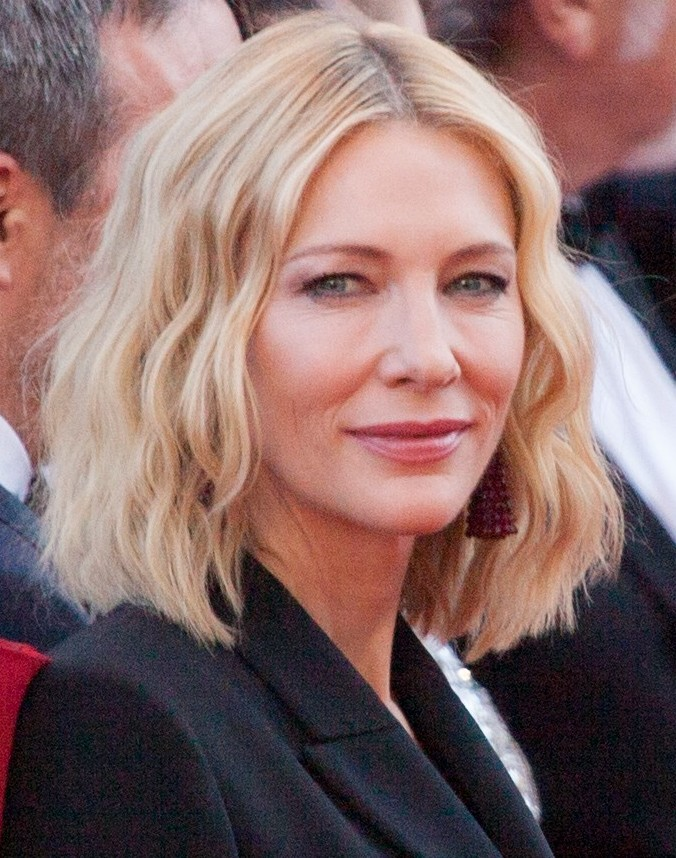
Cate Blanchett, vítězka v kategorii nejlepší ženský herecký výkon v hlavní roli

| Chiwetel Ejiofor – 12 let v řetězech - Matthew McConaughey – Klub poslední naděje - Christian Bale – Špinavý trik - Tom Hanks – Kapitán Phillips - Leonardo DiCaprio – Vlk z Wall Street                              | Cate Blanchett – Jasmíniny slzy - Sandra Bullock – Gravitace - Judi Dench – Philomena - Meryl Streep – Blízko od sebe - Amy Adams – Špinavý trik                         |
| Nejlepší mužský herecký výkon ve vedlejší roli | Nejlepší ženský herecký výkon ve vedlejší roli |
| Michael Fassbender – 12 let v řetězech - Jared Leto – Klub poslední naděje - Bradley Cooper – Špinavý trik - Joel Edgerton – Velký Gatsby - Geoffrey Rush – Zlodějka knih                                             | Jennifer Lawrenceová – Špinavý trik - Lupita Nyong'o – 12 let v řetězech - Julia Roberts – Blízko od sebe - Sally Hawkins – Jasmíniny slzy - Octavia Spencer – Fruitvale |
| Nejlepší scénář | |
| Eric Warren Singer a David O. Russell – Špinavý trik - Woody Allen – Jasmíniny slzy - Joel a Ethan Coen – V nitru Llewyna Davise - Kelly Marcel a Sue Smith – Zachraňte pana Bankse - John Ridley – 12 let v řetězech | |

## Další
- 20. ročník udílení Screen Actors Guild Awards
- 19. ročník udílení Critics' Choice Movie Awards
- 67. ročník udílení Filmových cen Britské akademie
- 71. ročník udílení Zlatých glóbů
- 86. ročník udílení Oscarů